# Dol Guldur
En l'imaginari de J.R.R. Tolkien, Dol Guldur fou una fortalesa elfica al sud del Bosc Llobregós, quant Oropher el rei dels elfs va anar al nord la fortalesa va quedar abandonada.
Pels volts de l'any mil de la T.E. en Sàuron, conegut llavors com el Nigromàntic, va realçar-se de nou a la seva fortalesa de Dol Guldur, infestant tot el bosc de maldat i tenebres; per això fou rebatejat com a Llobregós.
Thrain fill de Thror va ser fet presoner i encadenat allí, més tard i durant el quest de la Muntanya Solitària, el Consell Blanc va expulsar en Sàuron; aconseguint tan sols la seva retirada a Mórdor. Des de llavors el castell va ser governat per un o dos dels Nazgûl.
Durant la Guerra de l'Anell les seves forces van atacar tres vegades el país de Lothlórien i una el reialme d'en Thranduil al nord. Cap dels seus exèrcits va assolir la victòria, a més l'exèrcit de Lórien va travessar l'Ànduin i Na Galadriel va buidar la fortalesa de maldat. A partir de llavors el bosc va restar lliure de tenebres i va ser repartit entre els elfs del nord, els Galàdhrim i els bosquetans i beornencs.